# Polytrichadelphus organensis
Polytrichadelphus organensis là một loài rêu trong họ Polytrichaceae. Loài này được Herzog mô tả khoa học đầu tiên năm 1925.